# Mendeleïevsk
Mendeleïevsk (en russe : Менделеевск) est une ville de la république du Tatarstan, en Russie, et le centre administratif du raïon de Mendeleïevsk. Sa population s'élevait à 22 203 habitants en 2017.

## Géographie
Mendeleïevsk est arrosée par la rivière Toïma et se trouve au bord du réservoir de Nijnekamsk. Elle est située à 19 km au nord-ouest de Naberejnye Tchelny, à 202 km à l'est de Kazan et à 918 km à l'est de Moscou.

## Histoire
Mendeleïevsk s'est d'abord développée sous le nom de Bondioujski, autour d'une usine chimique fondée en 1868 par les frères Ouchkovikh. Elle est renommée Bondioujsk en 1928. En 1967 elle reçoit le statut de ville et le nom de Mendeleïevsk en l'honneur du chimiste Dmitri Mendeleïev, qui avait travaillé quelque temps dans l'usine chimique de la localité en 1893.

## Population
Recensements (*) ou estimations de la population
| 1939* | 1959*  | 1970*  | 1979*  | 1989*  | 2002*  |
| ----- | ------ | ------ | ------ | ------ | ------ |
| 8 500 | 11 200 | 13 557 | 13 986 | 18 085 | 22 027 |

| 2010*  | 2013   | 2014   | 2015   | 2016   | 2017   |
| ------ | ------ | ------ | ------ | ------ | ------ |
| 22 075 | 22 180 | 22 131 | 22 200 | 22 183 | 22 203 |

## Économie
La principale entreprise de la ville est l'usine de la société OAO Khimzavod imeni L. Ia. Karpova (en russe : ОАО Химзавод им. Л.Я. Карпова), qui fabrique des médicaments, du sel de baryum, des réactifs chimiques, etc. 